# Santa Lucía Cotzumalguapa
Santa Lucía Cotzumalguapa é uma cidade da Guatemala do departamento de Escuintla.